# Society of United Irishmen
De Society of United Irishmen (vaak afgekort als United Irishmen) was een Ierse  politieke organisatie. Ze werd opgericht als een liberale politieke organisatie aan het einde van de 18e eeuw met als doel het realiseren van parlementaire hervormingen. Echter, onder invloed van de Amerikaanse Revolutie en de Franse Revolutie, evolueerde de organisatie tot een revolutionair republikeinse organisatie. De United Irishmen startten de Ierse opstand van 1798 met als doel het beëindigen van de Britse overheersing en de oprichting van een soevereine, onafhankelijke Ierse republiek.